# Rasoul Khadem
Rasoul Khadem Azghadi (persisch رسول خادم, * 17. Februar 1972 in Maschhad) ist ein ehemaliger iranischer Ringer und derzeitiger Politiker.
Rasoul Khadem und sein Bruder Amir Reza Khadem wurden von ihrem Vater Mohammad Khadem trainiert. Bei den Olympischen Spielen 1992 gewann er im 82 kg Freistil der Männer die Bronzemedaille. Vier Jahre später in Atlanta gewann er im 90 kg Freistil der Männer die Goldmedaille, nachdem er 1994 und 1995 bereits Weltmeister in dieser Disziplin war. Sein letzter großer Erfolg war eine Silbermedaille bei den Ringer-Weltmeisterschaften 1998 in Teheran.
Seit 2003 sitzt Rasul Khadem im Stadtrat von Teheran und wird dem politischen Lager von Bürgermeister Mohammad Bagher Ghalibaf zugeschrieben. Für seine Verdienste um den Ringersport wurde er im September 2014 in die FILA International Wrestling Hall of Fame aufgenommen.